# Kurogane Baby

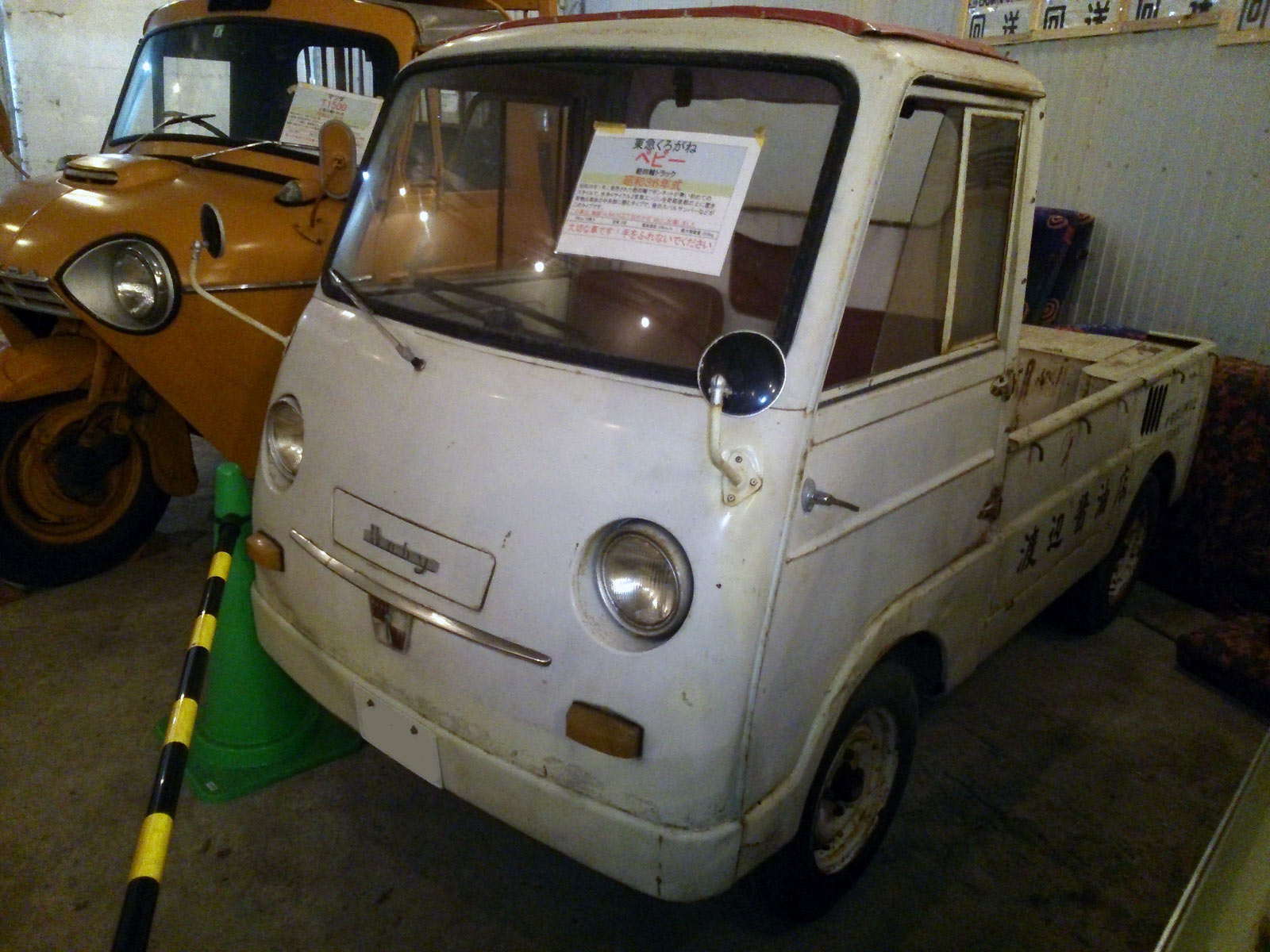
Kurogane Baby KB360

El Kurogane Baby (くろがね・ベビー, Kurogane Bebī) fou un kei car produït per la companyia Kurogane entre l'abril de 1959 i el gener de 1962, sent comercialitzat únicament al mercat domèstic japonés. El Baby estava disponible en com a poc tres carrosseries: una furgoneta, anomenada "Van", una pickup-camió i una pickup-camió coberta amb capota anomenada "Coach".
Originalment, el model va ser desenvolupat per la companyia automobilística Ohta, però després que la Kurogane l'aquirira, aquesta darrera començà a produir el model. La presència al mercat de models més competitius econòmicament i més populars com el Subaru Sambar i el Suzuki Carry van fer que la producció del Kurogane Baby s'aturara en dos anys. A l'any 1960, el Baby tenia un preu de 288.000 iens en qualsevol de les seues variants.
El Kurogane Baby estava equipat amb un motor bicilíndric en línia de 356 centímetres cúbics OHV, 18 cavalls de potència, refrigerat per aigua i localitzat en la part darrera del vehicle. El Baby tenia una velocitat màxima de 65 quilòmetres per hora.